# Distrito Municipal de Spirit River n.º 133
Spirit River n.º 133 es un distrito municipal canadiense situado en la provincia de Alberta.

## Superficie
Spirit River n.º 133 tiene una superficie de 679,86 km².

## Demografía
En 2021, tenía 649 habitantes, una densidad poblacional de 1 hab./km², y 315 viviendas.